# 熊本浩武
熊本 浩武（くまもと ひろむ、1974年8月18日 - ）は、日本の脚本家、俳優、声優。東京都出身。

## 人物
身長177cm。体重67kg。血液型AB型。趣味は空想。特技はバドミントン。
かつては吉本興業に所属しており、相方の坂本大輔と共にお笑いコンビ「なかよし」として銀座七丁目劇場などに出演していた。日本テレビ系で放送されていたバラエティ番組『吉本ばかな』から生まれたユニット「news」の一員でもあった。
コンビ解散後、自らのプロデュース公演にて脚本家としての活動を開始。有限会社ミントアベニューに所属。2018年には退社し、フリーの脚本家として活動を開始。ドラマ・アニメ・映画の脚本、バラエティ番組の構成、番組内で使用される楽曲の作詞、ゲームアプリの構成、コラムの執筆などで活動。
2021年には脚本を担当したテレビ東京系のドラマ『直ちゃんは小学三年生』が第58回(2020年度)ギャラクシー賞テレビ部門奨励賞を受賞している。

## 脚本

### 舞台（脚本）
- 夢芝居（2004年）
- タカシ（2004年）
- ラストナンバー（2005年）
- トンズラ（2006年）
- タイムリミット（2007年10月16日 - 10月21日、神保町花月）
- ヒロイックシンドローム（2008年1月29日 - 2月3日、神保町花月）
- 犯人と人質（オレ）（2008年5月28日 - 6月1日、神保町花月）
- 祭りのあと（2008年、ルミネtheよしもとプロデュース公演 板尾創路班）
- 嵐のロッジ・オブ・ホラー（2008年、ルミネtheよしもとプロデュース公演 板尾創路班）
- アルペンヌ・ルペンヌからの挑戦状（2012年）
- THE BAMBI SHOW（2016年）
  - THE BAMBI SHOW 2ND（2017年）

### テレビ番組（脚本）
- 着信御礼!ケータイ大喜利（2005年 - 、NHK）[要出典]
- キムサウンドストーリー（2006年 - 、GyaO）[要出典]
- 占い師 天尽（2007年、中部日本放送）
- 音楽番組を板尾創路（2007年 - 2008年、GyaO）
- 今年も生だよ! 新春9時間笑いっぱなし伝説 - 2008年最も売れる吉本No.1芸人は誰だ!?（2008年、テレビ東京） - 構成
- 戦国鍋TV 〜なんとなく歴史が学べる映像〜（2010年 - 2012年、tvk・チバテレ・テレ玉・サンテレビ）
  - 戦国炒飯TV〜なんとなく歴史が学べる映像〜（2020年、「戦国炒飯TV」推進委員会）
- 戦国★男士（2011年 - 2012年、tvk・チバテレ・テレ玉・サンテレビ）
- ウルトラゾーン（2011年 - 2012年、tvk・チバテレ・テレ玉・サンテレビ・メ〜テレ）
- クロヒョウ2 龍が如く 阿修羅編（2012年、毎日放送）
- ゲイジツ野郎〜アートが学べるかもなTV（2012年、フジテレビ）
- 隠蔽捜査（2014年、TBSテレビ）
- 実在性ミリオンアーサー（2014年、tvk・テレ玉・KBS京都・サンテレビ）
- 世界史ちゃんTV〜何となく歴史が学べるVTR〜（2014年、NHKBSプレミアム）
- 妖怪! 百鬼夜高等学校（2018年、BS日テレ）
- 猿以外の惑星（2019年、NHKBSプレミアム）
  - 続・猿以外の惑星（2019年）
- 四月一日さん家の（2019年、テレビ東京）
  - 四月一日さん家と（2020年）
- 闇芝居（生）（2020年、テレビ東京）
- 直ちゃんは小学三年生（2021年、テレビ東京）
  - 直ちゃんは小学五年生（2022年）
- 婚活探偵（2022年、BSテレビ東京）
- ひきだすにほんご Activate Your Japanese!「スアン日本へ行く!」（2022年）
- 何かおかしい（2022年、テレビ東京）
- 超人間要塞ヒロシ戦記（2023年、NHK）
- 天狗の台所（2023年、BS-TBS）
  - 天狗の台所 Season2（2024年）
- ときめき爆弾（2025年、テレビ愛知）
- 風のふく島（2025年、テレビ東京）

### 映画（脚本）
- 板尾創路の脱獄王（2010年1月16日、吉本興業・角川映画） - 脚本協力
- men's egg Drummers -メンズエッグ・ドラマーズ-（2011年） - 脚本協力
- 月光ノ仮面（2012年1月14日、吉本興業・角川映画） - 脚本協力
- バカリズム THE MOVIE（2012年5月26日）
- 火花（2017年11月23日） - 脚本協力

### アニメ（脚本）
- ユルアニ? だぶるじぇい（2011年、日本テレビ）
- 闇芝居（2013年 - 、テレビ東京）
- 影鰐-KAGEWANI-（2015年）
  - 影鰐-KAGEWANI-承（2016年）
- こわぼん（2015年、KBCテレビ）
- 暗闇三太（2015年、KBCテレビ）
- 戦国鳥獣戯画（2016年、KBCテレビ）
- 働くお兄さん!（2018年、TOKYO MX）
  - 働くお兄さん!の2!（2018年）
- ブレーカーズ（2020年、NHK Eテレ）
- 忍者コレクション（2020年、テレビ東京）
- ビットワールド 100秒でわかる名作劇場（2022年、NHK Eテレ）
- ぼさにまる（2023年、フジテレビ）

### コラム
- 熊本浩武の柏道

### その他（脚本）
- 実写版まいっちんぐマチコ先生 ビバ! モモカちゃん!!（2008年、DVD）
- 笑撃的功夫混乱少年 真一文字拳（2009年、DVD） - 脚本協力
- 後ろから前から（2010年、DVD） - 脚本協力
- 闇芝居（キ）（『月刊ビッグガンガン』2014年） - 原案
- フォーカード（2018年 - 2019年、テレビ東京）

## 出演

### 映画（出演）
- A Girl in Frame（2006年） - 俳優の卵 役
- さくらん（2007年） - 捕方 役
- ユメ十夜 第十夜（2007年）
- Happyダーツ（2008年） - 解説者 役
- 笑撃的功夫混乱少年 真一文字拳（2009年） - 柿塚波平 役
- 板尾創路の脱獄王（2010年） - 看守 役
- men's egg Drummers -メンズエッグ・ドラマーズ-（2011年） - 北村 役
- 月光ノ仮面（2012年）

### テレビドラマ（出演）
- 美少女H2 第19話「18歳のウソ」（1999年）
- タイガー&ドラゴン 第1・2・7・8話（2005年） - 芸人 役
- 戦国鍋TV 〜なんとなく歴史が学べる映像〜 （2010年）
- 天才てれびくん　ドラまちがい
  - 晴れときどき晴れ（2011年） - 二階堂悟[2] 役
  - 青春ナイン 〜卒業〜（2012年） - 上杉哲也[2] 役
  - 刑事侍（2012年）
- ゲイジツ野郎〜アートが学べるかもなTV〜（2011年）
- ウルトラゾーン（2011年 - 2012年）
  - 第1 - 5・9・11・14・21・23話「怪獣漫才」（2011年 - 2012年） - 声の出演
  - 第2話「怪獣転校生」（2011年） - テンペラー星人の声
  - 第3話「怪獣マッサージ」（2011年） - キングゲスラの声
  - 第13話「怪獣職務質問」（2012年） - バルキー星人の声

### その他（出演）
- 任侠沈没（2011年、オリジナルビデオ） - 風野又三郎 役
- キムサウンドストーリー（2006年、WEB） - セイヤ 役